# Krajs van Rusland
De Russische Federatie is onderverdeeld in 89 deelgebieden (bestuurlijke eenheden), waaronder negen krajs (territoria).
Sinds 2000 is hierboven een overkoepelende bestuurlijke laag ingesteld, in de vorm van federale districten.

## Lijst met Russische krajs
1. Altaj
2. Kamtsjatka
3. Chabarovsk
4. Krasnodar
5. Krasnojarsk
6. Perm
7. Primorje
8. Stavropol
9. Transbaikal